# Поезії 1847–1850 років (не переписані до «Більшої книжки»)
На сьогодні у шевченкознавстві виділяється окремий розділ творчості Тараса Шевченка, так звані поезії 1847—1850 років, не переписані до «Більшої книжки», до яких входить 42 твори.

## Історія
1858 року, готуючи у Нижньому Новгороді до друку твори, написані на засланні, Тарас Шевченко значну частину творчого доробку періоду заслання (42 твори) не переписав з Оренбурзької «Малої» до «Більшої» книжки поезій 1847—1861 років. 21 лютого поет занотував у щоденнику, підкреслюючи вимогливе й критичне ставлення до своїх творів: 
| Ліві лапки | Почав переписувати для друку свою поезію, писану від 1847 до 1858 року. Не знаю, чи багато з цієї полови визбирається доброго зерна. | Праві лапки |

Безумовно, поет вимогливо й критично ставився до своїх творів. У листі до Михайла Лазаревського від 29 листопада 1857 року він зауважив:
| Ліві лапки | …У мене єсть багато дечого, тілько все то те понедороблюване. | Праві лапки |

На сьогодні літературознацям не відомі причини не включення Шевченком до «Більшої книжки» таких вдалих на їх думку творів, як: «Сонце заходить, гори чорніють»,, «Мені тринадцятий минало…», «Сон», «О думи мої! О славо злая!», «У тієї Катерини…», «Якби ви знали паничі…», «У Бога за дверми лежала сокира…», «Мені здається, я не знаю…», «Ну що б, здавалося, слова…», «У Вільні, городі преславнім…» тощо, а також поеми «Титарівна», «Неначе цвяшок в серце вбитий…» («Марина»), «У Оглаві…» («Сотник»).
Рукописна Оренбурзька книжка служить єдиним джерелом для публікції цих творів.

## Перелік творів
- Умовні позначення:
  - № — Шевченкова нумерація поезій.
  - MK — 42 поезії, не переписані 1858 року до «Більшої Книжки».
  - ВД — порядок зошитів за Василем Доманицьким (див.: Оренбурзька «Мала книжка»).
  - Дод. арк. — додатковий аркуш.

| Назва                               | Сторінка | №  | Зошит     | ВД        | Примітка                | MK |
| ----------------------------------- | -------- | -- | --------- | --------- | ----------------------- | -- |
| 1847                                | —        | —  | 1         | 1         | —                       | —  |
| Не спалося, а ніч, як море…         | 40       | 9  | 3         | 3         | 13 мая 1847. в казематі | 1  |
| Сонце заходить, гори чорніють… N.N. | 51       | 3  | 4         | 4         | —                       | 2  |
| Мені тринадцятий минало… N.N.       | 91       | 7  | 6         | 6         | —                       | 3  |
| Не гріє сонце на чужині…            | 94       | 8  | 6         | 6         | —                       | 4  |
| Гори мої високії…                   | 97       | 9  | 7         | 7         | Сон                     | 5  |
| О думи мої! О славо злая!.. N.N.    | 108      | 11 | 7         | 7         | —                       | 6  |
| То так і я тепер пишу…              | 145      | —  | 10        | 10        | —                       | 7  |
| 1848                                | 159      | —  | 11        | 11        | —                       | —  |
| У Бога за дверми лежала сокира…     | 162      | 2  | 11        | 11        | «1848»                  | 8  |
| Добро, у кого є господа…            | 188      | 10 | 12        | 12        | —                       | 9  |
| Не знаю, як тепер ляхи живуть…      | 191      | —  | 13        | 27        | початок див. 1850 № 7   | 10 |
| Чи то недоля та неволя…             | 200      | 10 | 13        | 27        | —                       | 11 |
| Буває, іноді старий…                | 207      | 13 | 14        | 24        | —                       | 12 |
| Хіба самому написать…               | 208      | 14 | 14        | 24        | —                       | 13 |
| Готово! Парус розпустили…           | 215      | 17 | 14        | 24        | —                       | 14 |
| 1849                                | 223      | —  | 15        | 21        | —                       | —  |
| У Оглаві…                           | 226      | 1  | 15        | 21        | (Сотник) «1849»         | 15 |
| Заросли шляхи тернами…              | 260      | 8  | 17        | 23        | —                       | 16 |
| Було, роблю що, чи гуляю…           | 270      | 12 | 17        | 23        | —                       | 17 |
| Неначе цвяшок в серце вбитий…       | 278      | 18 | 18        | 14        | (Марина)                | 18 |
| На ниву в жито уночі                | 295      | 20 | 19        | 15        | (Сичі)                  | 19 |
| Меж скалами, неначе злодій…         | 297      | 21 | 19        | 15        | —                       | 20 |
| І виріс я на чужині…                | 306      | 23 | 20        | 16        | —                       | 21 |
| Ой я свого чоловіка…                | 319      | 30 | 21        | 17        | —                       | 22 |
| Ой виострю товариша…                | 321      | 31 | 21        | 17        | —                       | 23 |
| Ой не п'ються пива-меди…            | 327      | 36 | 21        | 17        | —                       | 24 |
| На улиці невесело…                  | 329      | 37 | 21        | 17        | —                       | 25 |
| У тієї Катерини…                    | 330      | 38 | 21        | 17        | —                       | 26 |
| Ой пішла я у яр за водою…           | 336      | 40 | 22        | 18        | —                       | 27 |
| Не так тії вороги…                  | 337      | 41 | 22        | 18        | —                       | 28 |
| У неділеньку у святую…              | 341      | 45 | 22        | 18        | —                       | 29 |
| У перетику ходила…                  | 345      | 46 | 22        | 18        | —                       | 30 |
| У неділеньку та ранесенько…         | 347      | 47 | 22        | 18        | —                       | 31 |
| Не тополю високую…                  | 349      | 48 | 22        | 18        | —                       | 32 |
| Не хочу я женитися…                 | 354      | 53 | 23        | 19        | —                       | 33 |
| Чума…                               | 356      | 54 | 23        | 19        | —                       | 34 |
| І знов мені не привезла…            | 358      | 55 | 23        | 19        | —                       | 35 |
| 1850                                | 367      | —  | 24        | 25        | —                       | —  |
| Ми заспівали, розійшлись…           | 374      | 2  | 24        | 25        | «1850»                  | 36 |
| Мені здається, я не знаю…           | 388      | 5  | 25        | 26        | —                       | 37 |
| Якби ви знали, паничі…              | 391      | 6  | 25        | 26        | —                       | 38 |
| Буває, в неволі іноді згадаю...     | 395      | 7  | 25        | 26        | продовження на с. 191   | 10 |
| Титарівна. (Унеділю на селі…)       | 399      | 12 | 26        | 13        | початок на с. 431       | 39 |
| Ну що б, здавалося, слова…          | 410      | 13 | 26        | 13        | —                       | 40 |
| У Вільні, городі преславнім…        | 415      | 59 | 27        | 20        | —                       | 41 |
| Заступила чорна хмара…              | 420      | 60 | 27        | 20        | —                       | 42 |
| Титарівна. (Давно се діялось…)      | 431      | —  | Дод. арк. | Дод. арк. | продовження на с. 399   | 39 |
| Поезія 1847—1850 років              |          |    |           |           |                         |    |

Коментарі:
- Поезії під номером «59» і «60» підшиті помилково. Вони заключають третю книжечку поезій «1849» року.[2]
- Закінчення поезії «Буває, в неволі іноді згадаю…» (№ 7, сторінки 395—398): «Не знаю, як тепер ляхи живуть…» є на сторінках 191—194 (3-й зошит 1848 року).
- Вступ до «Титарівни» (№ 12, сторінка 399) — на передостанній сторінці рукопису: «Давно се діялось…» (сторінка 431).